# Kargat (přítok Čulymi)
Kargat (rusky Каргат) je řeka v Novosibirské oblasti v Rusku. Je dlouhá 387 km od pramene zdrojnice Kargaťonok. Povodí řeky je 7200 km².

## Průběh toku
Protéká přes Barabinskou nížinu. Na středním toku má velmi členité koryto. Ústí zprava do Čulymi (povodí jezera Čany).

## Vodní režim
Zdrojem vody jsou převážně sněhové srážky. Průměrný roční průtok vody ve vzdálenosti 36 km od ústí u vesnice Nižnyj Kargat činí 8,54 m³/s. Zamrzá v listopadu a rozmrzá ve druhé polovině dubna.

## Využití
Na řece leží město Kargat.